# Metoda INSERT
Metoda INSERT (z anglického Interactive noting system for effective reading and thinking – v překladu Interaktivní poznámkový systém pro efektivní čtení a myšlení) je jednou ze základních metod kritického myšlení. Tato metoda se používá zejména pro práci s odborným textem a využívá jednoduchých symbolů. Pomocí symbolů (√, -,+, ?) žák vyjadřuje jeho vztah k informacím v textu. V textu vyznačuje známé, nové, rozporuplné a nejasné informace. Využívá se pro ujasnění si důležitých informací z naučného textu. Jedná se o pomůcku zejména pro aktivnější čtení, porozumění textu a pozdější rychlejší orientaci v textu.

## Postup metody
Interpretace metody podle Anny Tomkové:
- Žák si čte text a do textu hned zaznamenává symboly pomocí metody INSERT:
√ Fajfkou, označí informace, která byla pro něj známá.
− Minusem, označí informace, které jsou v rozporu s tím, co ví.
+ Plusem, označí informace, které jsou pro něj nové.
 ? Otazníkem, označí informace, kterým nerozumí nebo o nich chce vědět více.
- Poté žák text projde znovu.
- Informace značené plusem a fajfkou si vypíše. Informace označené minusem a otazníkem si ověří nebo o nich dohledá další informace.[5]